# Oak Grove (Oregon)
Oak Grove is een plaats (census-designated place) in de Amerikaanse staat Oregon, en valt bestuurlijk gezien onder Clackamas County.

## Demografie
Bij de volkstelling in 2000 werd het aantal inwoners vastgesteld op 12.808.

## Geografie
Volgens het United States Census Bureau beslaat de plaats een oppervlakte van 8,2 km², waarvan 7,6 km² land en 0,6 km² water.

## Plaatsen in de nabije omgeving
De onderstaande figuur toont nabijgelegen plaatsen in een straal van 8 km rond Oak Grove.